# Honesto
『honesto』（オネスト）は、1999年6月2日に発売された德永英明11枚目のスタジオ・アルバム。

## 概要
オリジナル・アルバムは1997年発売『bless』より約2年3ヶ月ぶり。1998年の充電期間を経てキングレコード移籍後、初となるアルバム。既発シングル「青い契り」「僕のバラード」収録。

## 収録曲
全曲　作詞・作曲：德永英明／編曲：瀬尾一三
1. 花（balada）（5:38）
26thシングル「僕のバラード」カップリング曲のアルバム・ヴァージョン。
2. 僕のバラード（6:27）
26thシングル。
3. 愛の力（4:51）
4. 砂漠（5:47）
5. cool down（5:56）
6. 青い契り（5:51）
25thシングル。
7. 七色の花（5:42）
8. honesto（4:24）
9. 限りなく僕らは（5:32）
25thシングル「青い契り」カップリング曲。
10. 翼の勇気（6:00）

## ライブツアー
「honesto Tour」と題した1999年6月5日から10月24日まで行われたライブツアー。全51公演。
1999年9月9日に神奈川県民ホールで行われたライブの模様については2010年発売DVD-BOX『25th ANNIVERSARY PREMIUM BOX DVD』に収録されている。
1. 6月5日（土）川口総合文化センターリリア メインホール（埼玉県）
2. 6月6日（日）川口総合文化センターリリア メインホール（埼玉県）
3. 6月11日（金）茨城県立県民文化センター（茨城県）
4. 6月12日（土）宇都宮市文化会館（栃木県）
5. 6月15日（火）大宮ソニックシティ（埼玉県）
6. 6月19日（土）千葉県文化会館（千葉県）
7. 6月20日（日）桐生市市民文化会館（群馬県）
8. 6月24日（木）コスモスシアター（大阪府）
9. 6月26日（土）松山市民会館（愛媛県）
10. 6月28日（月）高知県立県民文化ホール（高知県）
11. 6月30日（水）神戸国際会館こくさいホール（兵庫県）
12. 7月2日（金）倉敷市民会館（岡山県）
13. 7月4日（日）鳥取県立県民文化会館（鳥取県）
14. 7月6日（火）守山市民ホール 大ホール（滋賀県）
15. 7月10日（土）秋田県民会館（秋田県）
16. 7月11日（日）秋田県民会館（秋田県）
17. 7月13日（火）山形県県民会館（山形県）
18. 7月20日（火）鹿児島県文化センター（鹿児島県）
19. 7月22日（木）佐賀市文化会館（佐賀県）
20. 7月23日（金）九州厚生年金会館（福岡県）
21. 7月25日（日）長崎ブリックホール（長崎県）
22. 7月27日（火）熊本県立劇場 演劇ホール（熊本県）
23. 7月31日（土）長野県県民文化会館（長野県）
24. 8月1日（日）新潟テルサ（新潟県）
25. 8月5日（木）函館市民会館（北海道）
26. 8月7日（土）北見市民会館 大ホール（北海道）
27. 8月9日（月）帯広市民文化ホール（北海道）
28. 8月13日（金）富山市芸術文化ホール オーバード・ホール（富山県）
29. 8月15日（日）フェニックス・プラザ（福井県）
30. 8月17日（火）長良川国際会議場 メインホール（岐阜県）
31. 8月19日（木）三重県文化会館（三重県）
32. 8月20日（金）静岡市民文化会館（静岡県）
33. 8月27日（金）京都会館 第一ホール（京都府）
34. 8月28日（土）京都会館 第一ホール（京都府）
35. 9月2日（木）名古屋国際会議場 センチュリーホール（愛知県）
36. 9月3日（金）名古屋国際会議場 センチュリーホール（愛知県）
37. 9月8日（水）神奈川県民ホール（神奈川県）
38. 9月9日（木）神奈川県民ホール（神奈川県）
39. 9月15日（水）北海道厚生年金会館（北海道）
40. 9月18日（土）広島郵便貯金ホール（広島県）
41. 9月19日（日）広島郵便貯金ホール（広島県）
42. 9月30日（木）フェスティバルホール（大阪府）
43. 10月1日（金）フェスティバルホール（大阪府）
44. 10月3日（日）香川県県民ホール グランドホール（香川県）
45. 10月8日（金）宮城県民会館（宮城県）
46. 10月9日（土）宮城県民会館（宮城県）
47. 10月11日（月）石川厚生年金会館（石川県）
48. 10月16日（土）福岡サンパレス（福岡県）
49. 10月17日（日）福岡サンパレス（福岡県）
50. 10月23日（土）東京国際フォーラムA（東京都）
51. 10月24日（日）東京国際フォーラムA（東京都）